# CBERS-4
CBERS-4 (da série Satélite Sino-Brasileiro de Recursos Terrestres) é um satélite de observação da Terra, resultado de um acordo sino-brasileiro e tecnicamente é uma evolução ao seu antecessor, o CBERS-2.
O satélite foi lançado no dia 7 de dezembro de 2014, às 03:26 UTC a partir do Centro de Lançamento de Taiyuan por intermédio de um foguete Longa Marcha 4B.

## Objetivos
Esse satélite foi projetado com o objetivo de gerar imagens da superfície da Terra, usando equipamentos de sensoriamento remoto. Essas imagens, podem ser usadas nas mais variadas aplicações, como: agricultura, meio ambiente, recursos hidrológicos e oceânicos, florestas, geologia entre outros.

## Características
Esse satélite tem o formato de um cubo com arestas de 1,8 x 2,0 x 2,2 m. Ele possui um único conjunto de painéis solares, com 6,3 m de comprimento, ligado a uma de suas faces.

### Instrumentos
O satélite é composto por instrumentos relacionados à aquisição de dados científicos:
- Câmera Pancromática e Multiespectral (PAN),
- Câmera Multiespectral Regular (MUX),
- Imageador Multiespectral e Termal (IRS),
- Câmera de Campo Largo (WFI),
- Dois Transmissores de Dados de Imagem (MWT para a MUX e WFI, e PIT para o PAN e IRS),
- Gravador de Dados Digital (DDR),
- Sistema de Coleta de Dados (DCS), e
- Monitor do Ambiente Espacial (SEM).

O CBERS-4 é o primeiro da série totalmente construído no Brasil para dar continuidade ao programa CBERS na tentativa de restabelecer a qualidade nos projetos de milhares de instituições e usuários do Programa. O CBERS-4, pertence à segunda geração desses satélites.

## Missão
Em relação ao prazo mínimo para que o CBERS-4 possa ser lançado, duas alternativas foram consideradas pelos técnicos dos dois países. Em ambas, a preparação do CBERS-4, que era inicialmente prevista para o final de 2015, foi antecipada para o final de 2014.

## Especificações da missão

### Missão
- Tipo de missão: Satélite artificial
- Lançamento: 7 de dezembro de 2014
- Veículo de lançamento: Longa Marcha 4B
- Local de lançamento: Centro de Lançamento de Taiyuan, Shanxi
- NSSDC/COSPAR ID: 2014-079A
- Massa: 1,980 kg

### Elementos orbitais
- Tipo: Órbita heliossíncrona
- Inclinação: 98,54º
- Apogeu: 781 km
- Perigeu: 779 km
- Período orbital: 100.32 minutos
- Excentricidade: 0.0001633